# Schweizer Badmintonmeisterschaft 1959
Die Schweizer Badmintonmeisterschaft 1959 fand vom 7. bis zum 8. Februar in Biel statt. Es war die fünfte Austragung der nationalen Titelkämpfe im Badminton in der Schweiz.

## Titelträger
| Disziplin    | Sieger                      |
| ------------ | --------------------------- |
| Herreneinzel | Jean Mermod                 |
| Dameneinzel  | Lotti Füller                |
| Herrendoppel | Jean Mermod Robert Baldin   |
| Damendoppel  | nicht ausgetragen           |
| Mixed        | Ch. Böhler Ruth Eschenmoser |